# Дощовик умбровий
Дощовик умбровий (Lycoperdon umbrinum (Pers.)) — вид грибів родини печерицеві (Agaricaceae) роду дощовик (Lycoperdon). Гриб класифіковано у 1797 році.

## Будова

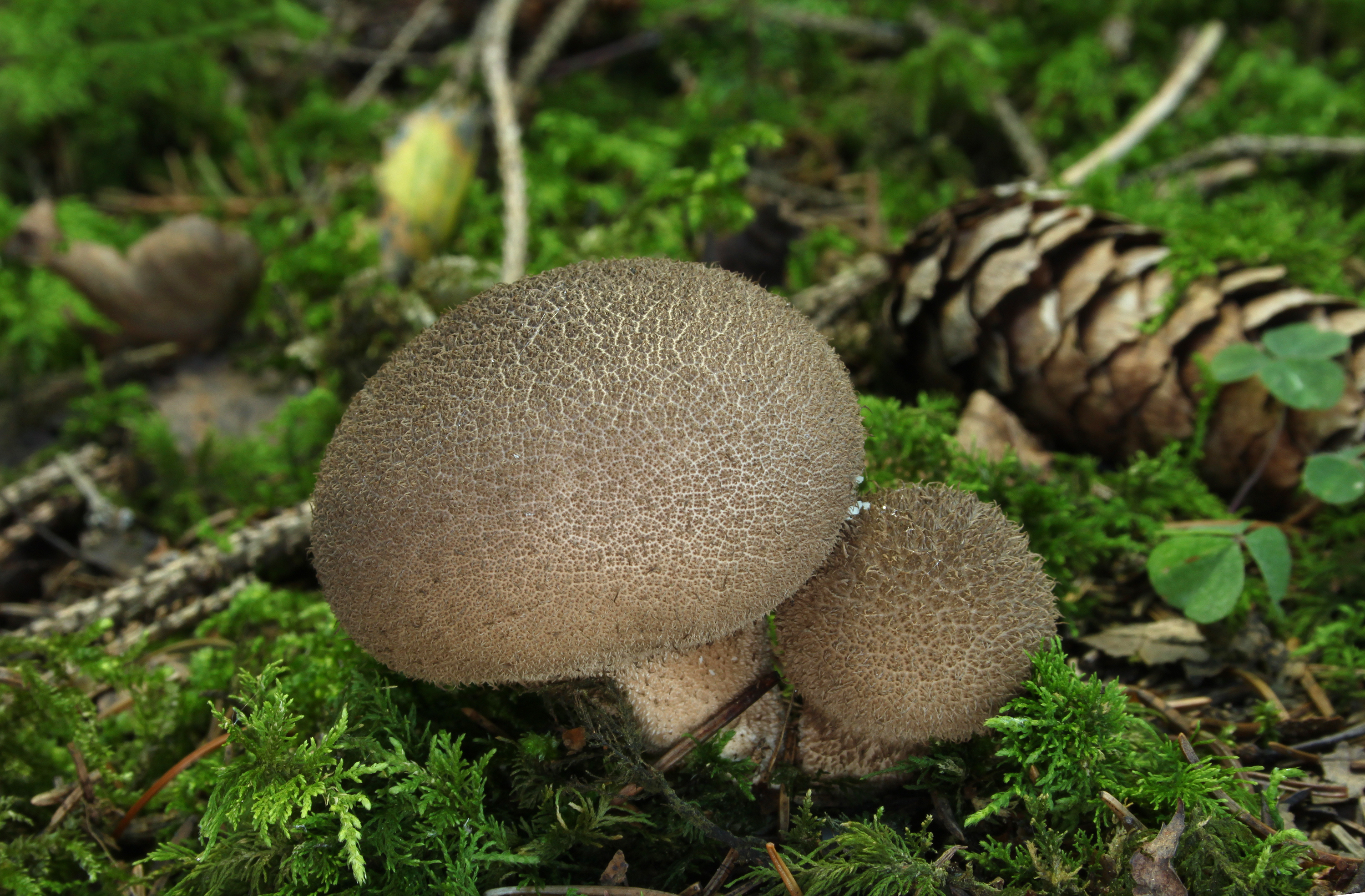
Дощовик умбровий.

Плодове тіло 2-8 см висотою, 1,5-4 см шириною, булавоподібне, шароподібне, обернено-яйцеподібне, з короткою несправжньою ніжкою, білувате, з віком вохряне, при дозріванні блідо- або темно-коричневе, чорне, покрите густими дрібними шипами. Екзоперидій при дозріванні руйнується. Ендоперидій гладенький, коричнюватий, при дозріванні утворює невеликий круглий отвір на вершині для вивільнення спорів.
М'якоть в молодих плодових тіл біла, щільна, пізніше оливково-сіра, оливково-коричнева.
Споровий порошок коричневий. Спори 3,5-6 мкм, шароподібні, бородавчаті, коричнюваті.

## Поширення та середовище існування
В Україні зустрічається на Поліссі та Лісостепу. Росте на кислих ґрунтах з гумусом, в хвойних, листяних та мішаних лісах, парках, з липня до жовтня. 

## Практичне використання
Їстівний в молодому віці, доки м'якоть біла. Харчової значимості не має.